# Braskereidfoss Station
Braskereidfoss Station (Braskereidfoss stasjon) er en tidligere jernbanestation på Solørbanen, der ligger ved byområdet Braskereidfoss i Våler kommune i Norge. Den er forsynet med en stationsbygning i træ, der er opført efter tegninger af Harald Kaas.
Stationen åbnede 4. december 1910. Oprindelig hed den Braskerudfoss, men stavemåden blev ændret til Braskereidfoss 1. september 1922. Persontrafikken på banen blev indstillet 29. august 1994. Stationen blev imidlertid genåbnet til brug for godstrafik i 1995 og er fortsat bemandet for ekspedition af de cirka fire daglige tømmertog, der kører fra skovbrugene i Østerdalen til bearbejdningsstederne i Sverige og Sarpsborg. Den tidligere station har status som tømmerterminal og har sporforbindelse til en spånpladefabrik.